# Великий Лудошур
Великий Лудошу́р (рос. Большой Лудошур) — присілок в Глазовському районі Удмуртії, Росія.

## Населення
Населення — 67 осіб (2010; 63 в 2002).
Національний склад станом на 2002 рік:
- удмурти — 94 %

## Урбаноніми[3]
- вулиці — Берегова, Південна, Садова, Шкільна